# Gunung Peunti
Gunung Peunti är ett berg i Indonesien.   Det ligger i provinsen Aceh, i den västra delen av landet, 1 700 km nordväst om huvudstaden Jakarta. Toppen på Gunung Peunti är 830 meter över havet, eller 55 meter över den omgivande terrängen. Bredden vid basen är 1,1 km.
Terrängen runt Gunung Peunti är lite bergig.Runt Gunung Peunti är det mycket glesbefolkat, med 4 invånare per kvadratkilometer. I omgivningarna runt Gunung Peunti växer i huvudsak städsegrön lövskog.